# Driepuntensysteem
Het driepuntensysteem is een standaard puntentelling in sportcompetities die vooral in het voetbal gebruikt wordt. In dit systeem verdient de winnaar van een wedstrijd drie punten en de verliezer nul. Bij een gelijkspel krijgt elke ploeg één punt.
Het driepuntensysteem moet het behalen van een overwinning attractiever maken zodat de spelers meer risico nemen, vooral in de aanval. Met dit systeem is het onderling resultaat van tegenstanders in een dubbelrondige competitie geen nulsomspel: winst plus verlies levert meer op dan twee gelijke spelen. Onderhandelen over het resultaat is dus mogelijk, maar geldt uiteraard als competitievervalsing.

## Voetbal
Bij het voetbal werd het driepuntensysteem geleidelijk ingevoerd ter vervanging van het traditionele tweepuntensysteem. 
In 1981 werd het systeem in Engeland geïntroduceerd. Het moest de trend keren dat meer en meer wedstrijden met een gelijkspel eindigden. In de jaren negentig werd het systeem verder verspreid en in 1994 werd het voor het eerst in het WK voetbal toegepast. Ook de meeste andere voetbalcompetities namen halverwege de jaren negentig het systeem in gebruik. In die jaren zijn er meer regels gewijzigd om het spel van de remisedood te reden, vooral het beperken van terugspelen op de keeper; zie bijvoorbeeld Doelverdediger, kopje Regelwijzigingen.
In de Nederlandse Eredivisie werd dit systeem in het seizoen 1995/'96 ingevoerd. In de 21e eeuw is het driepuntensysteem wereldwijd de standaard.